# Llista d'asteroides/207801-207900
| Nom      | Designació provisional | Data de descobriment   | Lloc de descobriment | Descobridor/s          |
| -------- | ---------------------- | ---------------------- | -------------------- | ---------------------- |
| 207801 - | 2007 TZ212             | 7 d'octubre de 2007    | Kitt Peak            | Spacewatch             |
| 207802 - | 2007 TS214             | 7 d'octubre de 2007    | Catalina             | CSS                    |
| 207803 - | 2007 TC215             | 7 d'octubre de 2007    | Kitt Peak            | Spacewatch             |
| 207804 - | 2007 TQ231             | 8 d'octubre de 2007    | Kitt Peak            | Spacewatch             |
| 207805 - | 2007 TM236             | 9 d'octubre de 2007    | Mount Lemmon         | Mount Lemmon Survey    |
| 207806 - | 2007 TX237             | 10 d'octubre de 2007   | Kitt Peak            | Spacewatch             |
| 207807 - | 2007 TT243             | 8 d'octubre de 2007    | Catalina             | CSS                    |
| 207808 - | 2007 TP244             | 8 d'octubre de 2007    | Catalina             | CSS                    |
| 207809 - | 2007 TC247             | 9 d'octubre de 2007    | XuYi                 | PMO NEO Survey Program |
| 207810 - | 2007 TK248             | 10 d'octubre de 2007   | Anderson Mesa        | LONEOS                 |
| 207811 - | 2007 TV251             | 12 d'octubre de 2007   | Anderson Mesa        | LONEOS                 |
| 207812 - | 2007 TH252             | 7 d'octubre de 2007    | Catalina             | CSS                    |
| 207813 - | 2007 TR252             | 7 d'octubre de 2007    | Mount Lemmon         | Mount Lemmon Survey    |
| 207814 - | 2007 TW252             | 8 d'octubre de 2007    | Mount Lemmon         | Mount Lemmon Survey    |
| 207815 - | 2007 TB256             | 10 d'octubre de 2007   | Kitt Peak            | Spacewatch             |
| 207816 - | 2007 TM257             | 10 d'octubre de 2007   | Kitt Peak            | Spacewatch             |
| 207817 - | 2007 TG261             | 10 d'octubre de 2007   | Kitt Peak            | Spacewatch             |
| 207818 - | 2007 TF269             | 9 d'octubre de 2007    | Kitt Peak            | Spacewatch             |
| 207819 - | 2007 TA289             | 11 d'octubre de 2007   | Catalina             | CSS                    |
| 207820 - | 2007 TM317             | 12 d'octubre de 2007   | Kitt Peak            | Spacewatch             |
| 207821 - | 2007 TC333             | 11 d'octubre de 2007   | Kitt Peak            | Spacewatch             |
| 207822 - | 2007 TE336             | 12 d'octubre de 2007   | Kitt Peak            | Spacewatch             |
| 207823 - | 2007 TM341             | 9 d'octubre de 2007    | Mount Lemmon         | Mount Lemmon Survey    |
| 207824 - | 2007 TO353             | 8 d'octubre de 2007    | Mount Lemmon         | Mount Lemmon Survey    |
| 207825 - | 2007 TZ353             | 10 d'octubre de 2007   | Catalina             | CSS                    |
| 207826 - | 2007 TM356             | 12 d'octubre de 2007   | Catalina             | CSS                    |
| 207827 - | 2007 TD361             | 14 d'octubre de 2007   | Mount Lemmon         | Mount Lemmon Survey    |
| 207828 - | 2007 TB376             | 15 d'octubre de 2007   | Goodricke-Pigott     | R. A. Tucker           |
| 207829 - | 2007 TU379             | 14 d'octubre de 2007   | Kitt Peak            | Spacewatch             |
| 207830 - | 2007 TM380             | 14 d'octubre de 2007   | Kitt Peak            | Spacewatch             |
| 207831 - | 2007 TR380             | 14 d'octubre de 2007   | Kitt Peak            | Spacewatch             |
| 207832 - | 2007 TR391             | 15 d'octubre de 2007   | Catalina             | CSS                    |
| 207833 - | 2007 TL423             | 4 d'octubre de 2007    | Kitt Peak            | Spacewatch             |
| 207834 - | 2007 TG424             | 7 d'octubre de 2007    | Catalina             | CSS                    |
| 207835 - | 2007 US7               | 16 d'octubre de 2007   | Catalina             | CSS                    |
| 207836 - | 2007 UQ9               | 17 d'octubre de 2007   | Anderson Mesa        | LONEOS                 |
| 207837 - | 2007 UE21              | 16 d'octubre de 2007   | Kitt Peak            | Spacewatch             |
| 207838 - | 2007 UZ36              | 19 d'octubre de 2007   | Catalina             | CSS                    |
| 207839 - | 2007 UU42              | 16 d'octubre de 2007   | Siding Spring        | SSS                    |
| 207840 - | 2007 UA55              | 30 d'octubre de 2007   | Kitt Peak            | Spacewatch             |
| 207841 - | 2007 UR55              | 30 d'octubre de 2007   | Kitt Peak            | Spacewatch             |
| 207842 - | 2007 UX78              | 30 d'octubre de 2007   | Mount Lemmon         | Mount Lemmon Survey    |
| 207843 - | 2007 UA82              | 30 d'octubre de 2007   | Kitt Peak            | Spacewatch             |
| 207844 - | 2007 UP88              | 30 d'octubre de 2007   | Mount Lemmon         | Mount Lemmon Survey    |
| 207845 - | 2007 UZ101             | 30 d'octubre de 2007   | Kitt Peak            | Spacewatch             |
| 207846 - | 2007 UO108             | 30 d'octubre de 2007   | Kitt Peak            | Spacewatch             |
| 207847 - | 2007 UJ116             | 31 d'octubre de 2007   | Kitt Peak            | Spacewatch             |
| 207848 - | 2007 UV116             | 30 d'octubre de 2007   | Catalina             | CSS                    |
| 207849 - | 2007 UY116             | 30 d'octubre de 2007   | Mount Lemmon         | Mount Lemmon Survey    |
| 207850 - | 2007 UA119             | 30 d'octubre de 2007   | Mount Lemmon         | Mount Lemmon Survey    |
| 207851 - | 2007 UN121             | 30 d'octubre de 2007   | Mount Lemmon         | Mount Lemmon Survey    |
| 207852 - | 2007 UU123             | 31 d'octubre de 2007   | Catalina             | CSS                    |
| 207853 - | 2007 UP133             | 30 d'octubre de 2007   | Kitt Peak            | Spacewatch             |
| 207854 - | 2007 VS20              | 2 de novembre de 2007  | Mount Lemmon         | Mount Lemmon Survey    |
| 207855 - | 2007 VN41              | 3 de novembre de 2007  | Catalina             | CSS                    |
| 207856 - | 2007 VM52              | 1 de novembre de 2007  | Kitt Peak            | Spacewatch             |
| 207857 - | 2007 VR90              | 5 de novembre de 2007  | Socorro              | LINEAR                 |
| 207858 - | 2007 VZ104             | 3 de novembre de 2007  | Kitt Peak            | Spacewatch             |
| 207859 - | 2007 VE109             | 3 de novembre de 2007  | Kitt Peak            | Spacewatch             |
| 207860 - | 2007 VV117             | 4 de novembre de 2007  | Kitt Peak            | Spacewatch             |
| 207861 - | 2007 VW119             | 5 de novembre de 2007  | Kitt Peak            | Spacewatch             |
| 207862 - | 2007 VM121             | 5 de novembre de 2007  | Kitt Peak            | Spacewatch             |
| 207863 - | 2007 VJ127             | 1 de novembre de 2007  | Mount Lemmon         | Mount Lemmon Survey    |
| 207864 - | 2007 VP133             | 2 de novembre de 2007  | Kitt Peak            | Spacewatch             |
| 207865 - | 2007 VY147             | 4 de novembre de 2007  | Kitt Peak            | Spacewatch             |
| 207866 - | 2007 VO165             | 5 de novembre de 2007  | Kitt Peak            | Spacewatch             |
| 207867 - | 2007 VF173             | 2 de novembre de 2007  | Mount Lemmon         | Mount Lemmon Survey    |
| 207868 - | 2007 VH176             | 4 de novembre de 2007  | Mount Lemmon         | Mount Lemmon Survey    |
| 207869 - | 2007 VY201             | 5 de novembre de 2007  | Kitt Peak            | Spacewatch             |
| 207870 - | 2007 VG214             | 9 de novembre de 2007  | Kitt Peak            | Spacewatch             |
| 207871 - | 2007 VQ216             | 9 de novembre de 2007  | Kitt Peak            | Spacewatch             |
| 207872 - | 2007 VX243             | 14 de novembre de 2007 | Bisei SG Center      | BATTeRS                |
| 207873 - | 2007 VX254             | 15 de novembre de 2007 | Mount Lemmon         | Mount Lemmon Survey    |
| 207874 - | 2007 VQ274             | 13 de novembre de 2007 | Anderson Mesa        | LONEOS                 |
| 207875 - | 2007 VR297             | 11 de novembre de 2007 | Catalina             | CSS                    |
| 207876 - | 2007 VB299             | 11 de novembre de 2007 | Catalina             | CSS                    |
| 207877 - | 2007 VN300             | 14 de novembre de 2007 | Eskridge             | Eskridge               |
| 207878 - | 2007 VS311             | 14 de novembre de 2007 | Kitt Peak            | Spacewatch             |
| 207879 - | 2007 VW311             | 5 de novembre de 2007  | Kitt Peak            | Spacewatch             |
| 207880 - | 2007 VC313             | 5 de novembre de 2007  | Mount Lemmon         | Mount Lemmon Survey    |
| 207881 - | 2007 VM314             | 2 de novembre de 2007  | Mount Lemmon         | Mount Lemmon Survey    |
| 207882 - | 2007 VF316             | 3 de novembre de 2007  | Kitt Peak            | Spacewatch             |
| 207883 - | 2007 WN                | 16 de novembre de 2007 | La Cañada            | J. Lacruz              |
| 207884 - | 2007 WG51              | 20 de novembre de 2007 | Mount Lemmon         | Mount Lemmon Survey    |
| 207885 - | 2007 WH51              | 20 de novembre de 2007 | Mount Lemmon         | Mount Lemmon Survey    |
| 207886 - | 2007 XT9               | 5 de desembre de 2007  | OAM                  | La Sagra               |
| 207887 - | 2007 XU10              | 4 de desembre de 2007  | Kanab                | E. E. Sheridan         |
| 207888 - | 2007 YJ32              | 28 de desembre de 2007 | Kitt Peak            | Spacewatch             |
| 207889 - | 2008 AZ6               | 10 de gener de 2008    | Mount Lemmon         | Mount Lemmon Survey    |
| 207890 - | 2008 CA126             | 8 de febrer de 2008    | Mount Lemmon         | Mount Lemmon Survey    |
| 207891 - | 2008 RG25              | 3 de setembre de 2008  | Kitt Peak            | Spacewatch             |
| 207892 - | 2008 SG182             | 24 de setembre de 2008 | Kitt Peak            | Spacewatch             |
| 207893 - | 2008 SK251             | 24 de setembre de 2008 | Mount Lemmon         | Mount Lemmon Survey    |
| 207894 - | 2008 TA18              | 1 d'octubre de 2008    | Mount Lemmon         | Mount Lemmon Survey    |
| 207895 - | 2008 TJ51              | 2 d'octubre de 2008    | Kitt Peak            | Spacewatch             |
| 207896 - | 2008 TK113             | 6 d'octubre de 2008    | Kitt Peak            | Spacewatch             |
| 207897 - | 2008 TL113             | 6 d'octubre de 2008    | Kitt Peak            | Spacewatch             |
| 207898 - | 2008 UW1               | 22 d'octubre de 2008   | Socorro              | LINEAR                 |
| 207899 - | 2008 UC3               | 21 d'octubre de 2008   | Andrushivka          | Andrushivka            |
| 207900 - | 2008 UQ71              | 21 d'octubre de 2008   | Mount Lemmon         | Mount Lemmon Survey    |